# Moritz von Schwind
Moritz von Schwind (født 21. januar 1804 i Wien, død 8. februar 1871 i München) var en østrigsk maler og tegner.
Det, von Schwind lærte som kunstner, skylder han Ludwig Schnorr i Wien, men fornemmelig Cornelius i München (ved akademiet). Væsentlig var han dog autodidakt; teknisk lidet skolet var hans maleriske kunnen kun ringe, hans oliebilleder var mere "kolorerede" (glasmosaikagtig koldt og broget) end malede, men for udkommets skyld tidlig vant til at føre pen og blyant opnåede han hurtig en sikkerhed i stregen og en sans for linievirkning, som skærpedes under studierne af den Corneliuske liniegrammatik.
Størst betydning for hans udvikling fik dog samlivet i Wien med en vennekreds af højtbegavede og højtflyvende ånder, digtere som Nikolaus Lenau, musikere som Franz Schubert; her fandt hans musikalske og digteriske sans en næring, som han senere omsatte i sine kompositioners harmoni, omridsenes rytmer, formgivningens ynde og i en fantasifuld digterisk kraft, der naivt, frisk og smilende brød frem som sprudlende livskilder i hans billedkunst.
von Schwind betegner på en måde højdepunktet af den tyske kunsts romantik. Han er eventyrforfatteren, der fortæller vidt og bredt, men betagende, fordi han selv tror på, hvad han siger. Over naturlivet, skovene, bjergene, engene, lægger han en egen romantisk eventyrstemning; hans "Landskaber er mere følte end iagttagne, men mættede af helt moderne natursans". I store historiske kompositioner med stærkt dramatiskt liv slår hans evner langtfra til.
von Schwind slog sig fra 1828 ned i München (med afbrydelse af en Romrejse 1835, et Karlsruheophold 1839—44 og tre års ophold i Frankfurt a. M.) og blev 1847 professor ved kunstakademiet, udførte i München til slottet scener af Tiecks digtninge, en stor frise til Habsburgsalen, gjorde talrige udkast (Karl den Stores liv med mere) til Hohenschwangau (udført som fresko af andre), tegnede mangt og meget med pen og vandfarve. Således Ridder Kurts brudefærd (malet i olie 1838, Karlsruhes Kunsthalle).
Med dette værk begynder hans fortræffelige små genrebilleder, oftest fra middelalderen: den fortryllende Bryllupsrejse (1842, Schackgalerie), Falkensteinerridtet (museet i Leipzig), Rosen (Berlins Nationalgalleri) etc. 1839—44 var han optagen af en del fresker for Karlsruhe, hvor han snart efter maler det ikke helt vellykkede Sangerkrigen på Wartburg (Städelske Museum). Først med sin Askepotcyklus (1854) slog von Schwind helt igennem i det store publikum. Endnu større lykke gjorde hans akvarelcyklus De syv ravne (1858, Weimars Museum), hvortil slutter sig arbejder som den morsomme cyklus om Franz Lachners liv (1863) og den skønne akvarelcyklus Melusine (von Schwinds sidste større arbejde, Wiens Hofmuseum; flere af disse suiter er mangfoldiggjorte i træsnits- og lystryksudgaver).
Bland von Schwinds betydeligere arbejder skal endvidere nævnes hans romantiske eventyrbilleder (Erlkönig, Elverdans etc.) og eremitbilleder (der bedst studeres i Schackgalerie i München, der ejer nogle og tredive af von Schwinds malerier), de yndefulde fresker om den hellige Elisabeths liv (1854—55, Wartburg), kompositionerne (1864—67) til Wiens nye opera (den af ham selv malede freske Tryllefløjten i loggiaen og en række andre arbejder efter berømte operaer), samt Symfonien efter Beethoven. Andre værker er Fader Rhin (Raczynskiske Samling i Berlin), Rudolf af Habsburg (Kiel), kartoner til glasmalerier i Glasgows Domkirke. Et afløb for sin humoristiske åre fandt von Schwind i Fliegende Blätter, til hvilket han har udført mange tegninger. Et monument er rejst i Wien for von Schwind.